# Heinrich Schmidt-Rom
Heinrich Schmidt-Rom (* 26. März 1877 in Berlin als Heinrich Wilhelm Nicolaus Schmidt; † 28. September 1965 in Dessau) war ein deutscher Landschaftsmaler und Porträtist.

## Leben
Nach einer bis 1894 abgeschlossenen ersten Ausbildung als Glasmaler an der Kunstgewerbeschule Berlin studierte Schmidt 1901 bis 1903 an der Königlichen akademischen Hochschule für die bildende Kunst zu Berlin. Als deren Stipendiat lebte er 1903 bis 1905 auf dem Gelände der Villa Strohl-Fern in Rom. 1904 führte ihn eine Studienreise nach Sizilien, wo er den Künstlernamen „Schmidt-Rom“ annahm. 1906 ließ sich Schmidt-Rom in Dessau als Landschaftsmaler und Porträtist nieder. Längere Reisen führten ihn 1909/1910 nach Nordafrika und Bali, 1911 nach Capri und 1924 erneut nach Sizilien und Capri. Schmidt-Rom wurde auch als Kopist bekannt. So fertigte er Kopien von Gemälden van Dycks. Sie ersetzen Originale aus dem Schloss Wörlitz, die 1927 beim anhaltischen Herzogshaus verblieben.